# Języki ghotuo-uneme-yekhee
Języki ghotuo-uneme-yekhee – gałąź z północno-środkowej grupy języków edoidalnych. Stanowi ją dziewięć języków używanych w Nigerii.

## Języki
- enwan
- ghotuo
- igwe
- ikpeszi
- północnoivbie-okpela-arhe
- ososo
- sasaru
- uneme
- yekhee